# Aramis (cheval)
Pour les articles homonymes, voir Aramis.
Aramis est un cheval bai de saut d'obstacles, de race hanovrienne.

## Histoire
Ce cheval est acheté à trois ans lors des célèbres ventes aux enchères de Verden, en Allemagne. Son premier propriétaire est un québécois, puis un groupe de propriétaires rachète l’animal âgé de quatre ans pour le confier au cavalier québécois Mario Deslauriers. En 1984, ils deviennent les membres suppléants de l’équipe nationale et participent à la Coupe des Nations du National Horse show de New York et du Royal Agricultural Winter Fair de Toronto. Le couple remporte la finale de la Coupe du Monde 1984 à Göteborg, en Suède, devant Norman Dello Joio monté par Nelson Pessoa, faisant de Mario Deslauriers, 19 ans, le plus jeune cavalier à remporter cette épreuve. Aux Jeux olympiques d'été de 1984 à Los Angeles, Mario et Aramis s'inclinent à la quatrième place en individuel et par équipe. Le cheval est par la suite vendu aux États-Unis.